# Perlinella zwicki
Perlinella zwicki is een steenvlieg uit de familie borstelsteenvliegen (Perlidae). De wetenschappelijke naam van de soort is voor het eerst geldig gepubliceerd in 1988 door Kondratieff, Kirchner & Stewart.